# Pietro Riva
Pietro Riva (né le 1er mai 1997 à Alba) est un athlète italien, spécialiste du fond.
Son club est l'ASD Atletica Alba. Il remporte le titre par équipes lors des Championnats d'Europe de cross-country 2014. Il remporte le 10 000 mètres des championnats d'Europe juniors 2015 à Eskilstuna.
En 2024 il termine deuxième du semi-marathon des championnats d'Europe de Rome, derrière son compatriote Yemaneberhan Crippa.

## Palmarès
| Date | Compétition                   | Lieu       | Résultat | Épreuve                   | Temps          |
| ---- | ----------------------------- | ---------- | -------- | ------------------------- | -------------- |
| 2015 | Championnats d'Europe juniors | Eskilstuna | 1er      | 10 000 m                  | 30 min 20 s 45 |
| 2022 | Championnats d'Europe         | Munich     | 5e       | 10 000 m                  | 27 min 50 s 51 |
| 2024 | Championnats d'Europe         | Rome       | 2e       | Semi-marathon             | 1 h 1 min 4 s  |
| 2024 | Championnats d'Europe         | Rome       | 1er      | Semi-marathon par équipes | 3 h 3 min 34 s |

## Records
| Épreuve       | Temps          | Lieu     | Date            |
| ------------- | -------------- | -------- | --------------- |
| 5 000 m       | 13 min 22 s 73 | Rovereto | 30 août 2022    |
| 10 000 m      | 27 min 50 s 51 | Munich   | 21 août 2022    |
| 10 km         | 27 min 50 s    | Laredo   | 19 mars 2022    |
| Semi-marathon | 59 min 41 s    | Valence  | 22 octobre 2023 |